# Cimetière de Santa Lastenia
Le cimetière de Santa Lastenia (en espagnol : cementerio de Santa Lastenia) est un cimetière monumental situé à Santa Cruz de Tenerife, dans les Îles Canaries, en Espagne.

## Localisation
Le cimetière de trouve dans le district Suroeste de la ville de Santa Cruz de Tenerife, dans le quartier de Llano Alegre.

## Histoire
La création du cimetière est décidée en 1896, en raison de l'exiguïté du cimetière existant, le cimetière de San Rafael et San Roque, dont la situation dans le centre ville empêche toute extension.
En 1909, la ville achète le terrain à l'architecte municipal Antonio Pintor. Le 27 janvier 1916, le cimetière est inauguré, avec la première inhumation, une adolescente de 16 ans morte de tuberculose appelée María Lastenia, qui donne son nom au lieu : "Cementerio de Santa Lastenia".
Il est aujourd'hui le cimetière principal de la ville, et, en 2016, a lieu la commémoration du 100e anniversaire de sa création, présidée par l'évêque de Tenerife, Bernardo Álvarez Afonso et par le maire de la ville, José Manuel Bermúdez Esparza.

## Personnalités inhumées dans le cimetière

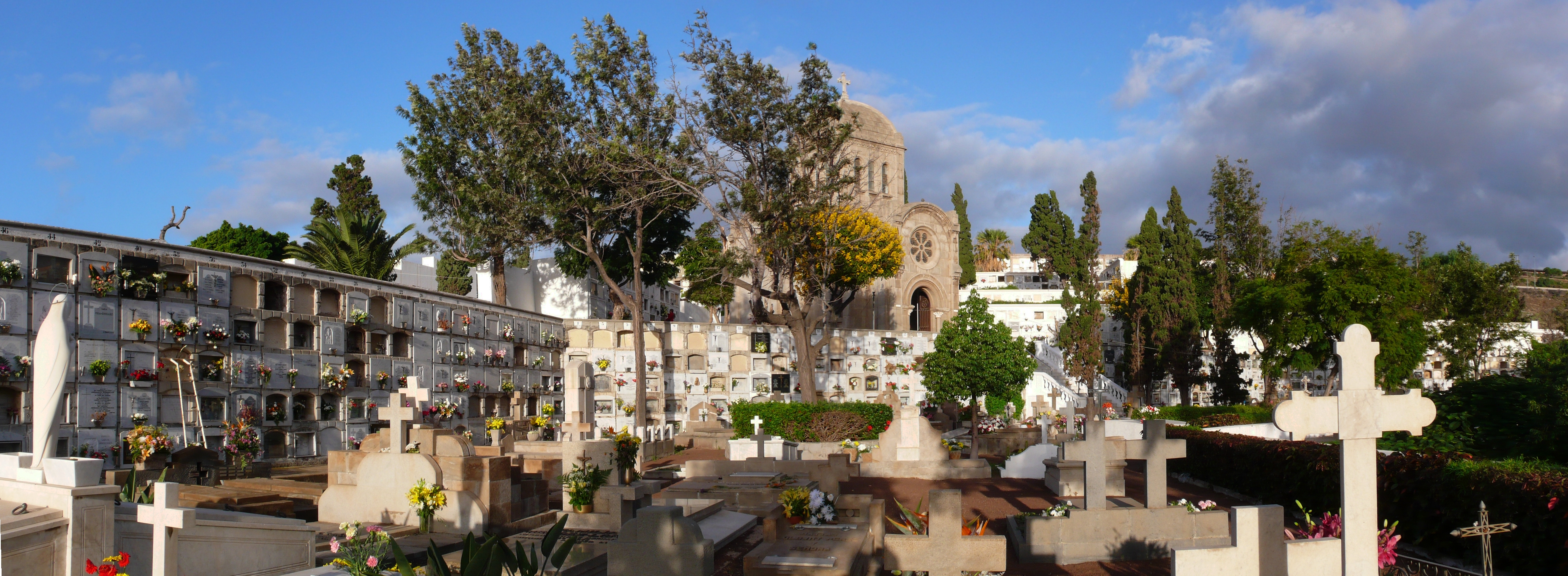
Vue du cimetière.

- María Lastenia del Pino Rodríguez (1900-1916), adolescente de 16 ans, première inhumée dans le cimetière qui désormais porte son nom[4];
- Emilio Calzadilla Dugour (1875-1916), avocat, maire de Sainte Cruz de Tenerife;
- Clotilde Cerdà i Bosch (1861-1926), musicienne, également connue sous le nom d'Esmeralda Cervantes, musicienne, protégée de la reine Isabelle II et de l'écrivain Victor Hugo[5];
- Santiago García Sanabria (1880-1935), maire de Santa Cruz de Tenerife, qui a donné son nom au Parc García Sanabria[5];
- Benito Pérez Armas (1871-1937), homme politique et écrivain[5];
- Félix Casanova de Ayala (1915-1990), poète, essayiste, critique littéraire et journaliste[6];
- Félix Francisco Casanova[7] (1956-1976), poète et musicien[8];
- Adán Martín (1943-2010), homme politique et président des Canaries de 2003 à 2007[9];
- Manuel Monzón Mingorance (1937-2011), fondateur de la troupe Los Rumberos du Carnaval de Santa Cruz de Tenerife[10];
- Antonio Cubillo (1930-2012), homme politique, fondateur du Mouvement pour l'autodétermination et l'indépendance de l'archipel canarien (MPAIAC)[11];
- José Rodríguez Ramírez (1925-2014), journaliste et directeur du journal El Día (Canaries)[5].
- Luis Francisco Benítez de Lugo y Benítez de Lugo (1837-1876), marquis de Floride, inhumé à l'origine au cimetière de San Rafael et San Roque, mais dont les restes sont transférés à Santa Lastenia.